# 松本清張原作のテレビドラマ一覧
松本清張原作のテレビドラマ一覧（まつもとせいちょうげんさくのてれびどらまいちらん）は、松本清張の原作による、テレビドラマの一覧・リストである。
- 本リストは、テレビドラマデータベース、林悦子『松本清張映像の世界 霧にかけた夢』（2001年、ワイズ出版）、加納重文『松本清張作品研究』（2008年、和泉書院）、#外部リンクサイトを参照して作成されている。ただし、特に1970年代以前に関しては各資料に遺漏・食い違いが見られ、未だ完全に網羅されたリストになっていないことを留意されたい。
- 放送局の表記について、「KRテレビ」は現在のTBS、「NETテレビ」は現在のテレビ朝日である。また、1975年3月以前において、毎日放送はNETテレビ（テレビ朝日）系列、朝日放送はTBS系列であったことに留意されたい。
- 同一キャストによる作品が再編集を経た上で放送された場合は、備考欄に特記した。

## 1950年代
| 放映年 | ドラマタイトル | 原作                    | 放送局     | 主な出演俳優                     | その他備考                                                                      |
| 1957   | 地方紙を買う女 | 地方紙を買う女          | NHK        | 大森義夫 藤野節子 千秋みつる     | 「テレビ劇場」枠                                                                |
| 1958   | 声             | 声                      | KRテレビ   | 佐野周二 三井弘次 藤間紫         | 全2回                                                                           |
| 1958   | 殺意           | 殺意                    | 日本テレビ | 松本克平 三戸部スエ              | 「俳優座アワー」枠                                                              |
| 1958   | 顔             | 顔                      | 日本テレビ | 垂水悟郎 内藤武敏                | 「山一名作劇場」枠                                                              |
| 1958   | 疑惑           | 疑惑                    | 日本テレビ | 春日俊二 三島雅夫 高友子         | 「山一名作劇場」枠 1982年発表の同名の清張小説とは別作品                         |
| 1958   | 流人騒ぎ       | 流人騒ぎ （無宿人別帳） | 日本テレビ | 奥野匡 垂水悟郎 芦田伸介         |                                                                                 |
| 1959   | 市長死す       | 市長死す                | 日本テレビ | 清水元 浮田左武郎 田口計         | 「スリラー劇場・夜のプリズム」第2回                                             |
| 1959   | 左の腕         | 左の腕 （無宿人別帳）   | フジテレビ | 宇野重吉 細川ちか子 信欣三       | 「東芝土曜劇場」枠                                                              |
| 1959   | 反射           | 反射                    | 毎日放送   | 北村和夫 小池朝雄 近藤準         | 「ミステリー劇場」枠                                                            |
| 1959   | 失敗           | 失敗                    | フジテレビ | 津島恵子 清水将夫 土屋嘉男       | 「東芝土曜劇場」枠                                                              |
| 1959   | 真贋の森       | 真贋の森                | 日本テレビ | 芦田伸介 池田忠夫 見明凡太郎     | 「スリラー劇場・夜のプリズム」第19回                                            |
| 1959   | 張込み         | 張込み                  | KRテレビ   | 澤村國太郎 山岡久乃 安井昌二     | 「サンヨーテレビ劇場」枠                                                        |
| 1959   | 投影           | 投影                    | フジテレビ | 三橋達也 岩崎加根子 河野秋武     | 「東芝土曜劇場」枠                                                              |
| 1959   | 空白の意匠     | 空白の意匠              | NHK        | 西村晃 伊藤雄之助 織田政雄       | 「テレビ劇場」枠                                                                |
| 1959   | 白い闇         | 白い闇                  | KRテレビ   | 乙羽信子 高橋昌也 金子信雄       | 「東芝日曜劇場」枠                                                              |
| 1959   | 疑惑           | 疑惑                    | 毎日放送   | 高桐真 森光子 玉生司朗           | 「クラボウ・ミステリー 影」の1編として放送 1982年発表の同名の清張小説とは別作品 |
| 1959   | 顔             | 顔                      | フジテレビ | 三橋達也 花柳喜章 根岸明美       | 「木曜観劇会」枠                                                                |
| 1959   | 遭難           | 遭難                    | KRテレビ   | 庄司永建 松本朝夫 内藤武敏       | 全2回 「東京0時刻」枠                                                           |
| 1959   | 愛と空白の共謀 | 愛と空白の共謀          | KRテレビ   | 丹阿弥谷津子 金子信雄 村田扶美子 | 「サンヨーテレビ劇場」枠                                                        |
| 1959   | 白い闇         | 白い闇                  | フジテレビ | 日野明子 真木祥次郎 入川保則     | 全2回 「スリラー劇場」枠                                                        |
| 1959   | 捜査圏外の条件 | 捜査圏外の条件          | フジテレビ | 島村昌子 梶川武利                | 「スリラー劇場」枠                                                              |
| 1959   | 声             | 声                      | フジテレビ | 千典子 飯沼慧                    | 全2回 「スリラー劇場」枠                                                        |
| 1959   | 殉死           | 脱出                    | 読売テレビ | 市村羽左衛門 實川延若 八千草薫   |                                                                                 |
| 1959   | 拐帯行         | 拐帯行                  | 日本テレビ | 高橋昌也 悠木圭子 幸田宗丸       | 「木曜ワイドアワー」枠                                                          |
| 1959   | 危険な斜面     | 危険な斜面              | フジテレビ | 梶川武利 千典子                  | 全2回 「スリラー劇場」枠                                                        |
| 1959   | 紙の牙         | 紙の牙                  | KRテレビ   | 下元勉 吉行和子 清水将夫         | 「日立劇場」枠                                                                  |
| 1959   | 氷雨           | 氷雨                    | NHK        | 淡島千景 佐分利信                | 第14回文部省芸術祭参加                                                          |
| 1959   | 日光中宮祠事件 | 日光中宮祠事件          | NETテレビ  | 殿山泰司 富田浩太郎 柳永二郎     | 「サスペンスタイム」枠                                                          |

## 1960年代
| 放映年 | ドラマタイトル     | 原作                                          | 放送局     | 主な出演俳優                       | その他備考 |
| 1960   | 共犯者             | 共犯者                                        | フジテレビ | 岩井半四郎 藤波洸子 奈村端         | 「スリラー劇場」枠 |
| 1960   | 疑惑               | 疑惑                                          | フジテレビ | 月田昌也 杉田康 田宮二郎           | 全2回 「午後十時劇場」枠 1982年発表の同名の清張小説とは別作品 |
| 1960   | かげろう絵図       | かげろう絵図                                  | 日本テレビ | 坂東正弥 千之赫子 大塚道子         | 全13回 |
| 1960   | 殺意               | 殺意                                          | フジテレビ | 泉京子 永井達郎 諸角啓二郎         | 全2回 「午後十時劇場」枠 |
| 1960   | くるま宿           | くるま宿                                      | KRテレビ   | 市川段四郎 伊志井寛 河内桃子       | 「東芝日曜劇場」枠 |
| 1960   | いびき             | いびき                                        | KRテレビ   | 大坂志郎 若山セツ子 三島謙         | 「日立劇場」枠 |
| 1960   | 投影               | 投影                                          | NHK        | 佐竹明夫 吉行和子 早野寿郎         | 全2回 「灰色のシリーズ」枠 |
| 1960   | 寒流               | 寒流                                          | 日本テレビ | 山根寿子 細川俊夫 安部徹           | 「スリラー劇場」枠 |
| 1960   | 紙の牙             | 紙の牙                                        | NHK        | 三木のり平 高友子 穂積隆信         | 全2回 「灰色のシリーズ」枠 |
| 1960   | 紐                 | 紐                                            | KRテレビ   | 北村和夫 芦田伸介 千石規子         | 全3回 「ナショナル ゴールデン・アワー」枠内 松本清張シリーズ「黒い断層」 |
| 1960   | 一年半待て         | 一年半待て                                    | KRテレビ   | 淡島千景 南原宏治 土屋嘉男         | 全2回 松本清張シリーズ「黒い断層」 |
| 1960   | 恐喝者             | 恐喝者                                        | KRテレビ   | 津島恵子 小野良 名古屋章           | 全2回 松本清張シリーズ「黒い断層」 |
| 1960   | 張込み             | 張込み                                        | KRテレビ   | 宇津井健 三井弘次 山岡久乃         | 全2回 松本清張シリーズ「黒い断層」 |
| 1960   | 坂道の家           | 坂道の家                                      | KRテレビ   | 市川中車 水谷八重子 千石規子       | 全3回 松本清張シリーズ「黒い断層」 |
| 1960   | 失敗               | 失敗                                          | KRテレビ   | 岸旗江 近藤準 山﨑努               | 全2回 松本清張シリーズ「黒い断層」 |
| 1960   | 地方紙を買う女     | 地方紙を買う女                                | KRテレビ   | 堀雄二 池内淳子 杉裕之             | 全2回 松本清張シリーズ「黒い断層」 |
| 1960   | 顔                 | 顔                                            | KRテレビ   | 天本英世 富田恵子 高野真二         | 全2回 松本清張シリーズ「黒い断層」 |
| 1960   | 蒼い描点           | 蒼い描点                                      | KRテレビ   | 岩崎加根子 菅貫太郎 万代峰子       | 全6回 松本清張シリーズ「黒い断層」 |
| 1960   | 廃液               | （不明）                                      | NHK        | 清水将夫 宮口精二 桑山正一         | 第15回文部省芸術祭参加作品 |
| 1961   | 愛と空白の共謀     | 愛と空白の共謀                                | TBS        | 奈良岡朋子 金子信雄 浦辺粂子       | 全2回 松本清張シリーズ「黒い断層」 |
| 1961   | 波の塔             | 波の塔                                        | フジテレビ | 池内淳子 井上孝雄 夏川大二郎       | 全16回 「スリラー劇場」枠 |
| 1961   | 失踪               | 失踪                                          | TBS        | 多々良純 原泉 露口茂               | 全3回 松本清張シリーズ「黒い断層」 |
| 1961   | 秀頼走路           | 秀頼走路                                      | TBS        | 桂小金治 名古屋章 奥野匡           | 「日立劇場」枠 |
| 1961   | 偶数               | 偶数                                          | TBS        | 金子信雄 庄司永建 稲垣昭三         | 全2回 松本清張シリーズ「黒い断層」 |
| 1961   | 俺は知らない       | 俺は知らない （無宿人別帳）                   | TBS        | 金子信雄 丹阿弥谷津子 上田吉二郎   | 「グリーン劇場」枠 |
| 1961   | 危険な斜面         | 危険な斜面                                    | TBS        | 須賀不二男 浅茅しのぶ 丹阿弥谷津子 | 全3回 松本清張シリーズ「黒い断層」 |
| 1961   | 声                 | 声                                            | TBS        | 福田公子 岩井半四郎 上田寛         | 全2回 松本清張シリーズ「黒い断層」 |
| 1961   | 草                 | 草                                            | TBS        | 有島一郎 桑山正一 沼田曜一         | 全3回 松本清張シリーズ「黒い断層」 |
| 1961   | 支払い過ぎた縁談   | 支払い過ぎた縁談                              | TBS        | 三津田健 加藤治子 小池朝雄         | 松本清張シリーズ「黒い断層」 |
| 1961   | 青春の彷徨         | 青春の彷徨                                    | TBS        | 芥川隆行 黒川由希夫 堀みどり       | 松本清張シリーズ「黒い断層」 |
| 1961   | 火の記憶           | 火の記憶                                      | TBS        | 長谷川哲夫 堀井永子 奈良岡朋子     | 松本清張シリーズ「黒い断層」 |
| 1961   | 反射               | 反射                                          | TBS        | 高橋昌也 水島道太郎 露口茂         | 全2回 松本清張シリーズ「黒い断層」 |
| 1961   | 流人天国           | いびき                                        | NHK        | フランキー堺 宮城まり子 清水元     | 「テレビ指定席」枠 |
| 1961   | 氷雨               | 氷雨                                          | TBS        | 風見章子 野川美子 桜緋紗子         | 松本清張シリーズ「黒い断層」 |
| 1961   | 青のある断層       | 青のある断層                                  | TBS        | 河津清三郎 信欣三 手島かつこ       | 松本清張シリーズ「黒い断層」 |
| 1961   | 一年半待て         | 一年半待て                                    | TBS        | 斎藤美和 溝田繁 久松保夫           | 「女の劇場」枠 |
| 1961   | 白い闇             | 白い闇                                        | TBS        | 月丘夢路 井上孝雄 山茶花究         | 全2回 松本清張シリーズ「黒い断層」 |
| 1961   | 浮游昆虫           | 浮游昆虫                                      | 日本テレビ | 南原宏治 高友子 竜崎一郎           | |
| 1961   | ゼロの焦点         | ゼロの焦点                                    | フジテレビ | 河内桃子 鳳八千代 小山田宗徳       | 全16回 |
| 1961   | 左の腕             | 左の腕 （無宿人別帳）                         | TBS        | 大矢市次郎 磯部玉枝 若柳敏三郎     | 「日立ファミリーステージ」枠 |
| 1962   | 恐喝者             | 恐喝者                                        | NETテレビ  | 扇千景 坂東鶴之助 中村是好         | 全2回 「指名手配」枠 |
| 1962   | 影の地帯           | 影の地帯                                      | TBS        | 根上淳 中岡慎太郎 西村晃           | 全2回 「日立ファミリーステージ」枠 |
| 1962   | 砂の器             | 砂の器                                        | TBS        | 高松英郎 月田昌也 天知茂           | 全2回 「近鉄金曜劇場」枠 |
| 1962   | 蒼い描点           | 蒼い描点                                      | フジテレビ | 悠木圭子 垂水悟郎 文野朋子         | 全7回 |
| 1962   | 町の島帰り         | 町の島帰り （無宿人別帳）                     | TBS        | 淡島千景 安井昌二 市川中車         | 「日立ファミリーステージ」枠 |
| 1962   | 風の視線           | 風の視線                                      | NETテレビ  | 若原雅夫 鳳八千代 近藤洋介         | 全18回 「黒竜劇場」枠 |
| 1962   | 駅路               | 駅路                                          | NHK        | 藤原釜足 内田稔 大町文夫           | 全2回 松本清張シリーズ「黒の組曲」第1作 |
| 1962   | 鉢植を買う女       | 鉢植を買う女                                  | NHK        | 中北千枝子 永島明 近江俊輔         | 全2回 「黒の組曲」枠 |
| 1962   | 危険な斜面         | 危険な斜面                                    | NHK        | 前田昌明 中川弘子                  | 全2回 「黒の組曲」枠 |
| 1962   | 共犯者             | 共犯者                                        | NHK        | 加藤嘉 浜村純 西村晃               | 全2回 「黒の組曲」枠 |
| 1962   | 鴉                 | 鴉                                            | NHK        | 佐竹明夫 春日俊二 菅井きん         | 全2回 「黒の組曲」枠 |
| 1962   | 声                 | 声                                            | NHK        | 小山明子 松本朝夫 三島耕           | 全2回 「黒の組曲」枠 |
| 1962   | カルネアデスの舟板 | カルネアデスの舟板                            | NHK        | 小山源喜                           | 全2回 「黒の組曲」枠 |
| 1962   | 不在証明           | 捜査圏外の条件                                | NHK        | 戸浦六宏 田中明夫 河内桃子         | 全2回 「黒の組曲」枠 |
| 1962   | 地方紙を買う女     | 地方紙を買う女                                | NHK        | 筑紫あけみ 野々村潔 千秋みつる     | 全2回 「黒の組曲」枠 |
| 1962   | 噂始末             | 噂始末                                        | 日本テレビ | 織本順吉 中川弘子 内田稔           | 「人生の四季」第52回として放送 |
| 1962   | 空白の意匠         | 空白の意匠                                    | NHK        | 下條正巳 斎藤美和 嵯峨善兵         | 全2回 「黒の組曲」枠 |
| 1962   | 生年月日           | 失踪の果て                                    | NHK        | 北沢彪 早野寿郎 金子信雄           | 全2回 「黒の組曲」枠 |
| 1962   | 寒流               | 寒流                                          | NHK        | 原保美 春日俊二 環三千世           | 全2回 「黒の組曲」枠 |
| 1962   | 巻頭句の女         | 巻頭句の女                                    | NHK        | 加藤嘉 前沢迪雄 高橋正夫           | 全2回 「黒の組曲」枠 |
| 1962   | 偶数               | 偶数                                          | NHK        | 菅原謙次 立川恵作 八潮悠子         | 全2回 「黒の組曲」枠 |
| 1962   | 詩人と電話         | 詩と電話                                      | NHK        | 土屋嘉男 浜田寅彦 稲葉義男         | 全2回 「黒の組曲」枠 |
| 1962   | 一年半待て         | 一年半待て                                    | NHK        | 斎藤美和 大滝秀治 丹阿弥谷津子     | 全2回 「黒の組曲」枠 |
| 1962   | 金庫               | 金庫                                          | NHK        | 穂積隆信 松本明夫 赤沢亜沙子       | 全2回 「黒の組曲」枠 |
| 1962   | 万葉翡翠           | 万葉翡翠                                      | NHK        | 小笠原良知 井川比佐志 青山京子     | 全2回 「黒の組曲」枠 |
| 1962   | 白い闇             | 白い闇                                        | NHK        | 鈴木瑞穂 吉行和子 金内吉男         | 全2回 「黒の組曲」枠 |
| 1962   | 球形の荒野         | 球形の荒野                                    | NHK        | 水木麗子 宗近晴見 文野朋子         | 全2回 「黒の組曲」枠 |
| 1962   | 張込み             | 張込み                                        | NHK        | 沼田曜一 福田公子 小林昭二         | 全2回 「黒の組曲」枠 |
| 1962   | 初登攀             | 文字のない初登攀                              | NHK        | 森塚敏 本山可久子                  | 全2回 「黒の組曲」枠 |
| 1962   | 坂道の家           | 坂道の家                                      | NHK        | 織田政雄 友部光子 菅井きん         | 全2回 「黒の組曲」枠 |
| 1962   | 弱味               | 弱味                                          | NHK        | 花沢徳衛 三戸部スエ 殿山泰司       | 全2回 「黒の組曲」枠 |
| 1962   | 渓流               | 渓流                                          | NHK        | 平幹二朗 小林哲子 高倉みゆき       | 全2回 「黒の組曲」枠 |
| 1962   | 濁った陽           | 濁った陽                                      | NHK        | 若原雅夫 塚本信夫 浅茅しのぶ       | 全2回 「黒の組曲」枠 |
| 1962   | 黒い樹海           | 黒い樹海                                      | NHK        | 堀井永子 川口敦子 浦野光           | 全2回 「黒の組曲」枠 |
| 1962   | 証言               | 証言                                          | NHK        | 須賀不二男 月丘千秋 江畑絢子       | 全2回 「黒の組曲」枠 |
| 1962   | 顔                 | 顔                                            | NHK        | 南原宏治 松宮五郎 松下砂椎子       | 全2回 「黒の組曲」枠 |
| 1962   | 支払い過ぎた縁談   | 支払い過ぎた縁談                              | NHK        | 市原悦子 柳永二郎 小池朝雄         | 全2回 「黒の組曲」枠 |
| 1962   | 典雅な姉弟         | 典雅な姉弟                                    | NHK        | 丹阿弥谷津子 小泉博 文野朋子       | 全2回 「黒の組曲」枠 |
| 1962   | 真贋の森           | 真贋の森                                      | NHK        | 宇野重吉 中江隆介 田村保           | 全2回 「黒の組曲」枠 |
| 1962   | 紐                 | 紐                                            | NHK        | 岸田今日子 片山明彦 近藤準         | 全2回 「黒の組曲」枠 |
| 1962   | 誤差               | 誤差                                          | NHK        | 月丘夢路 夏川大二郎 佐藤慶         | 全2回 「黒の組曲」枠 |
| 1962   | 破談変異           | 破談変異                                      | NHK        | 河野秋武 小杉義男 松本克平         | 全2回 「黒の組曲」枠 |
| 1962   | 俺は知らない       | 俺は知らない （無宿人別帳）                   | NHK        | 中谷一郎 武藤英司 富永美沙子       | 全2回 「黒の組曲」枠 |
| 1962   | 噂始末             | 噂始末                                        | NHK        | 金子信雄 幸田弘子 夏川静江         | 全2回 「黒の組曲」枠 |
| 1962   | 赤猫               | 赤猫 （無宿人別帳）                           | NHK        | 露口茂 小林昭二 西章子             | 全2回 「黒の組曲」枠 |
| 1962   | 濁った陽           | 濁った陽                                      | NETテレビ  | 伊豆肇 矢代京子 笠間雪雄           | 「ミステリーベスト21」最終話として放送 |
| 1963   | 凶器               | 凶器                                          | NHK        | 友部光子 有田紀子 佐々木孝丸       | 全2回 「黒の組曲」枠 |
| 1963   | 影                 | 影                                            | NHK        | 南原宏治 小山源喜 下條正巳         | 全2回 「黒の組曲」枠 |
| 1963   | 結婚式             | 結婚式                                        | NHK        | 有島一郎 奈良岡朋子 近藤圭子       | 全2回 「黒の組曲」枠 |
| 1963   | 小町鼓             | 小町鼓 （絢爛たる流離）                       | NHK        | 津島恵子 菅原謙次 伊豆肇           | 全2回 「黒の組曲」枠 |
| 1963   | 失敗               | 失敗                                          | NHK        | 渡辺文雄 千原しのぶ 坂本武         | 全2回 「黒の組曲」枠 |
| 1963   | 雨と川の音         | 雨と川の音 （無宿人別帳）                     | NHK        | 北村和夫 里見京子 高原駿雄         | 全2回 「黒の組曲」枠 |
| 1963   | 殺意               | 殺意                                          | NHK        | 西村晃 殿山泰司 三宅邦子           | 全2回 「黒の組曲」枠 |
| 1963   | 偶発               | （不明）                                      | NHK        | 伊藤雄之助 乙羽信子 水谷八重子     | 全2回 「黒の組曲」枠 |
| 1963   | 走路               | 走路 （絢爛たる流離）                         | NHK        | 佐藤慶 高田敏江 北里深雪           | 全2回 「黒の組曲」枠 |
| 1963   | 球形の荒野         | 球形の荒野                                    | TBS        | 冨士眞奈美 根上淳 市村羽左衛門     | 全6回 |
| 1963   | 百済の草           | 百済の草 （絢爛たる流離）                     | TBS        | 安井昌二 香川京子 南原宏治         | 「東芝日曜劇場」枠 |
| 1963   | 時間の習俗         | 時間の習俗                                    | NHK        | 大木実 富田浩太郎 中村栄二         | 「文芸劇場」枠 |
| 1963   | 顔                 | 顔                                            | NETテレビ  | 大木実 大坂志郎 鳳八千代           | 1957年公開映画のテレビ版リメイク 「日本映画名作ドラマ」枠 |
| 1963   | 陰影               | 陰影 （絢爛たる流離）                         | TBS        | 瑳峨三智子 山村聰 六本木誠人       | 「東芝日曜劇場」枠 |
| 1963   | 張込み             | 張込み                                        | NETテレビ  | 江原真二郎 織田政雄 高倉みゆき     | 1958年公開映画のテレビ版リメイク 「日本映画名作ドラマ」枠 |
| 1964   | 水の炎             | 水の炎                                        | 日本テレビ | 浜田ゆう子 小山田宗徳 山崎左度子   | 15分ドラマ、全78回 |
| 1964   | 共犯者             | 共犯者                                        | 日本テレビ | 渡辺文雄 小林重四郎 藤田佳子       | 「水曜サスペンス」枠 |
| 1964   | 人間水域           | 人間水域                                      | 朝日放送   | 町田祥子 田原弘二郎 富永ユキ       | 全80回 |
| 1964   | 波の塔             | 波の塔                                        | NETテレビ  | 村松英子 早川保 夏川大二郎         | 全13回? 「ポーラ名作劇場」枠 |
| 1964   | 西郷札             | 西郷札                                        | NHK        | 片山明彦 高津住男 夏目俊二         | オムニバス歴史ドラマ「風雪」の1編として放送 |
| 1964   | 紙の牙             | 紙の牙                                        | 日本テレビ | 北沢彪 青山京子 如月寛多           | 「水曜サスペンス」枠 |
| 1965   | 支払い過ぎた縁談   | 支払い過ぎた縁談                              | 関西テレビ | 三國連太郎 丘さとみ 安達国晴       | 「松本清張シリーズ」枠 |
| 1965   | ある小官僚の抹殺   | ある小官僚の抹殺                              | 関西テレビ | 三國連太郎 戸浦六宏 大塚道子       | 「松本清張シリーズ」枠 |
| 1965   | 二階               | 二階                                          | 関西テレビ | 三國連太郎 佐々木すみ江 楠侑子     | 「松本清張シリーズ」枠 |
| 1965   | 弱味               | 弱味                                          | 関西テレビ | 三國連太郎 原知佐子                | 「松本清張シリーズ」枠 |
| 1965   | いびき             | いびき                                        | 関西テレビ | 三國連太郎 大村崑 加藤武           | 「松本清張シリーズ」枠 |
| 1965   | 一年半待て         | 一年半待て                                    | 関西テレビ | 三國連太郎 佐野浅夫 長岡輝子       | 「松本清張シリーズ」枠 |
| 1965   | 怖妻の棺           | 怖妻の棺                                      | 関西テレビ | 三國連太郎 村田知栄子 紅新子       | 「松本清張シリーズ」枠 |
| 1965   | 黄色い風土         | 黄色い風土                                    | NETテレビ  | 西沢利明 仲谷昇 名古屋章           | 全22回 |
| 1965   | 証言               | 証言                                          | 関西テレビ | 三國連太郎 川尻則子 桜井功         | 「松本清張シリーズ」枠 |
| 1965   | 或る「小倉日記」伝 | 或る「小倉日記」伝                            | 関西テレビ | 三國連太郎 吉行和子 吉田義夫       | 「松本清張シリーズ」枠 |
| 1965   | 坂道の家           | 坂道の家                                      | 関西テレビ | 三國連太郎 黒田絢子                | 「松本清張シリーズ」枠 |
| 1965   | 青のある断層       | 青のある断層                                  | 関西テレビ | 三國連太郎 下元勉 本間文子         | 「松本清張シリーズ」枠 |
| 1965   | 部分               | 部分                                          | 関西テレビ | 三國連太郎 松岡与志雄 丹阿弥谷津子 | 「松本清張シリーズ」枠 |
| 1966   | 厭戦               | 厭戦                                          | 関西テレビ | 三國連太郎 日高澄子 桜井良子       | 「松本清張シリーズ」枠 |
| 1966   | 地方紙を買う女     | 地方紙を買う女                                | 関西テレビ | 岡田茉莉子 高松英郎 戸浦六宏       | 「松本清張シリーズ」枠 |
| 1966   | 遠くからの声       | 遠くからの声                                  | 関西テレビ | 吉村実子 田村高廣                  | 「松本清張シリーズ」枠 |
| 1966   | 左の腕             | 左の腕 （無宿人別帳）                         | 関西テレビ | 島田正吾 園まり 清川新吾           | 「松本清張シリーズ」枠 |
| 1966   | 鉢植を買う女       | 鉢植を買う女                                  | 関西テレビ | 根岸明美 寺島達夫                  | 「松本清張シリーズ」枠 |
| 1966   | 俺は知らない       | 俺は知らない （無宿人別帳）                   | 関西テレビ | 藤田まこと 夏目俊二 雪代敬子       | 「松本清張シリーズ」枠 |
| 1966   | 危険な斜面         | 危険な斜面                                    | 関西テレビ | 川崎敬三 富永美沙子 内田朝雄       | 「松本清張シリーズ」枠 |
| 1966   | 豚を飼う家         | 形                                            | NHK        | 千秋実 富田恵子 川合伸旺           | 音楽：渡辺宙明 「テレビ指定席」枠 |
| 1966   | 張込み             | 張込み                                        | 関西テレビ | 中村玉緒 下條正巳 高津住男         | 「松本清張シリーズ」枠 |
| 1966   | 熱い空気           | 熱い空気                                      | 関西テレビ | 望月優子 楠田薫 渡辺文雄           | 「松本清張シリーズ」枠 |
| 1966   | 万葉翡翠           | 万葉翡翠                                      | 関西テレビ | 梓みちよ 成瀬昌彦 高橋征郎         | 「松本清張シリーズ」枠 |
| 1966   | 愛と空白の共謀     | 愛と空白の共謀                                | 関西テレビ | 高千穂ひづる 丹阿弥谷津子 大坂志郎 | 「松本清張シリーズ」枠 |
| 1966   | 顔                 | 顔                                            | 関西テレビ | 山崎努 内田稔 谷育子               | 「松本清張シリーズ」枠 |
| 1966   | 通訳               | 通訳                                          | 関西テレビ | 佐藤慶 野川由美子 伊藤雄之助       | 「松本清張シリーズ」枠 |
| 1966   | 逃亡               | 逃亡                                          | NETテレビ  | 三田佳子 加藤剛 中谷一郎           | 全10回 「ナショナルゴールデン劇場」枠 |
| 1967   | 文五捕物絵図       | 虎 （紅刷り江戸噂） 見世物師 （紅刷り江戸噂） | NHK        | 杉良太郎 露口茂 東野英治郎         | 全76回放送 短編『虎』『見世物師』を基に構成 脚本：倉本聰、佐々木守、石堂淑朗ほか 第5回ギャラクシー賞期間選奨（「送り火」）受賞 ※同年10月から東京12チャンネルで全25回に再編集の上放送 |
| 1967   | 霧の旗             | 霧の旗                                        | NETテレビ  | 芦田伸介 広瀬みさ 草笛光子         | 全4回 「ナショナルゴールデン劇場」枠 |
| 1968   | 一年半待て         | 一年半待て                                    | フジテレビ | 森光子 根上淳 稲野和子             | 「スター推理劇場」枠 |
| 1968   | くるま宿           | くるま宿                                      | TBS        | 山村聰 淡島千景 二木てるみ         | 「東芝日曜劇場」枠 |
| 1968   | 黒い罠             | カルネアデスの舟板                            | 日本テレビ | 松村達雄 中村早苗                  | 「サスペンス劇場」枠 |
| 1969   | 球形の荒野         | 球形の荒野                                    | NHK        | 山本陽子 森雅之 入川保則           | 全5回 「水曜劇場」枠 |
| 1969   | 霧の旗             | 霧の旗                                        | フジテレビ | 栗原小巻 三國連太郎 大塚道子       | 全6回 「おんなの劇場」枠 第10回ギャラクシー賞期間奨励賞受賞 |

## 1970年代
| 放映年 | ドラマタイトル   | 原作                | 放送局       | 主な出演俳優                     | その他備考 |
| 1970   | 風の視線         | 風の視線            | フジテレビ   | 金井由美 三ツ矢歌子 剣持伴紀     | 15分ドラマ、全65回 |
| 1970   | 波の塔           | 波の塔              | TBS          | 桜町弘子 明石勤 早瀬久美         | 全45回 「花王 愛の劇場」枠 |
| 1970   | 霧氷の影         | 山峡の章 中央流沙   | フジテレビ   | 浜美枝 菅貫太郎 原田芳雄         | 全4回 「おんなの劇場」枠 |
| 1970   | 張込み           | 張込み              | 日本テレビ   | 加藤剛 八千草薫 浜田寅彦         | 「ファミリー劇場」枠、全6回 シナリオ原作：橋本忍 第15回ギャラクシー賞期間選奨（八千草薫）受賞                                                          |
| 1971   | ゼロの焦点       | ゼロの焦点          | NHK          | 十朱幸代 露口茂 宇野重吉         | 「銀河ドラマ」枠、全15回 脚本：石堂淑朗 日本放送作家協会女性演技賞（十朱幸代）受賞 第16回ギャラクシー賞期間選奨（奈良岡朋子）受賞                      |
| 1971   | 水の炎           | 水の炎              | 中部日本放送 | 香山美子 木村功 滝田裕介         | 15分ドラマ、全65回 |
| 1971   | 愛と死の砂漠     | 砂漠の塩            | 関西テレビ   | 平幹二朗 香山美子 夏川静江       | 全26回 第12回日本放送作家協会賞演技者賞（小川眞由美）受賞                                                                                              |
| 1971   | 葦の浮舟         | 葦の浮船            | NETテレビ    | 佐久間良子 北村和夫 中谷一郎     | 「ナショナルゴールデン劇場」5周年記念企画 |
| 1971   | 影の車           | 潜在光景            | フジテレビ   | 日色ともゑ 園井啓介 岡本久人     | 全40回 「ライオン奥様劇場」枠 |
| 1972   | 霧の旗           | 霧の旗              | NHK          | 植木まり子 森雅之 岡田茉莉子     | 「銀河ドラマ」枠、全5回 脚本：石堂淑朗 第12回日本テレフィルム技術賞奨励賞（撮影）受賞                                                                  |
| 1972   | 真昼の月         | 事故                | 東海テレビ   | 市川和子 土屋嘉男 下條正巳       | 全50回 音楽：渡辺宙明 |
| 1972   | 山峡の章         | 山峡の章            | 日本テレビ   | 大空眞弓 久富惟晴 藤竜也         | 全7回 音楽：大野雄二 「火曜日の女シリーズ」枠 |
| 1973   | 地方紙を買う女   | 地方紙を買う女      | フジテレビ   | 夏圭子 山本圭 井川比佐志         | 円谷プロダクション制作、製作は1969年 - 1970年 「恐怖劇場アンバランス」枠 脚本：小山内美江子                                                            |
| 1973   | 波の塔           | 波の塔              | NHK          | 加賀まりこ 浜畑賢吉 神山繁       | 全30回 音楽：冨田勲 「銀河テレビ小説」枠 |
|        |                  |                     |              |                                  | （特にこの間2年6ヶ月の放送実態不明） |
| 1975   | 遠い接近         | 遠い接近            | NHK          | 小林桂樹 笠智衆 吉行和子         | プラハ国際テレビ祭金賞受賞 第30回文化庁芸術祭優秀賞受賞 演出：和田勉 「土曜ドラマ」第1作、清張本人出演                                                 |
| 1975   | 中央流沙         | 中央流沙            | NHK          | 川崎敬三 佐藤慶 内藤武敏         | プラハ国際テレビ祭金賞受賞 演出：和田勉 「土曜ドラマ」枠、清張本人出演                                                                                 |
| 1975   | 愛の断層         | 寒流                | NHK          | 平幹二朗 香山美子 中谷一郎       | 「土曜ドラマ」枠 清張本人出演 |
| 1975   | 事故             | 事故                | NHK          | 田村高廣 山本陽子 佐野浅夫       | 「土曜ドラマ」枠 清張本人出演 |
| 1975   | 式場の微笑       | 式場の微笑          | TBS          | 十朱幸代 山本學 風見章子         | 「東芝日曜劇場」枠 |
| 1976   | 歯止め           | 歯止め              | 日本テレビ   | 岸田今日子 千葉裕 松本留美       | 全20回 「愛のサスペンス劇場」枠 |
| 1976   | 一年半待て       | 一年半待て          | 日本テレビ   | 市原悦子 柄沢英二 緑魔子         | 全20回 「愛のサスペンス劇場」枠 |
| 1976   | 火の路           | 火の路              | NHK          | 栗原小巻 芦田伸介 久我美子       | 全7回 「シリーズ人間模様」枠 |
| 1976   | ゼロの焦点       | ゼロの焦点          | 日本テレビ   | 土田早苗 北村総一朗 大門正明     | 全25回 「愛のサスペンス劇場」枠 |
| 1976   | 水の炎           | 水の炎              | 毎日放送     | 三ツ矢歌子 佐原健二 入川保則     | 「妻そして女シリーズ」枠 15分ドラマ、全85回 |
| 1976   | 裁きの夏         | 張込み              | 日本テレビ   | 林美智子 堀越節子 近藤宏         | 全20回 「愛のサスペンス劇場」枠 |
| 1977   | 二階             | 二階                | TBS          | 十朱幸代 山口崇 渡辺美佐子       | 「東芝日曜劇場」枠 |
| 1977   | 赤い月           | 高校殺人事件        | NHK          | 高野浩幸 村地弘美 小松方正       | 全20回 「少年ドラマシリーズ」枠 |
| 1977   | 白い闇           | 白い闇              | TBS          | 吉永小百合 草刈正雄 二木てるみ   | 「東芝日曜劇場」枠 |
| 1977   | 突風             | 突風                | TBS          | 三田佳子 岡本富士太 金田龍之介   | 「東芝日曜劇場」枠 |
| 1977   | 砂の器           | 砂の器              | フジテレビ   | 仲代達矢 田村正和 真野響子       | 「ゴールデンドラマシリーズ」枠、全6回 第32回文化庁芸術祭参加（最終回） 音楽：菊池俊輔 ※1985年に「金曜女のドラマスペシャル」枠にて全1回に再編集の上放送 |
| 1977   | 棲息分布         | 棲息分布            | NHK          | 滝沢修 佐藤慶 津島恵子           | 脚本：石堂淑朗 演出：和田勉 「土曜ドラマ」枠、清張本人出演                                                                                             |
| 1977   | 最後の自画像     | 駅路                | NHK          | いしだあゆみ 加藤治子 内藤武敏   | 脚本：向田邦子 演出：和田勉 「土曜ドラマ」枠、清張本人出演                                                                                             |
| 1977   | 依頼人           | 折々のおぼえがき    | NHK          | 太地喜和子 小沢栄太郎 二木てるみ | 「土曜ドラマ」枠 清張本人出演 |
| 1977   | たずね人         | 私のくずかご        | NHK          | 林隆三 鰐淵晴子 小山明子         | 「土曜ドラマ」枠 清張本人出演 |
| 1977   | ガラスの城       | ガラスの城          | テレビ朝日   | 長山藍子 長門裕之 柳生博         | 「土曜ワイド劇場」枠 |
| 1977   | 証明             | 証明                | TBS          | 大原麗子 山本學 渡辺文雄         | 「東芝日曜劇場」枠 |
| 1978   | 声               | 声                  | テレビ朝日   | 音無美紀子 秋野太作 泉ピン子     | 「土曜ワイド劇場」枠 |
| 1978   | 球形の荒野       | 球形の荒野          | フジテレビ   | 栗原小巻 滝沢修 村井国夫         | 全5回 「ゴールデンドラマシリーズ」枠 |
| 1978   | 張込み           | 張込み              | TBS          | 吉永小百合 荻島眞一 佐野浅夫     | 「東芝日曜劇場」枠 |
| 1978   | 馬を売る女       | 馬を売る女          | TBS          | 倍賞千恵子 渡辺文雄 財津一郎     | 「東芝日曜劇場」枠 |
| 1978   | 渡された場面     | 渡された場面        | テレビ朝日   | 杉浦直樹 太地喜和子 織田あきら   | 全4回 「ナショナルゴールデン劇場」枠 |
| 1978   | 心の影           | 顔                  | TBS          | 大空眞弓 三上真一郎 横山道代     | 「東芝日曜劇場」枠 |
| 1978   | 天城越え         | 天城越え            | NHK          | 大谷直子 佐藤慶 鶴見辰吾         | 第33回文化庁芸術祭大賞（ドラマの部）受賞 演出：和田勉 「土曜ドラマ」枠、清張本人出演                                                                   |
| 1978   | 足袋             | 足袋 （隠花の飾り） | TBS          | 池内淳子 平幹二朗 河内桃子       | 「東芝日曜劇場」枠 |
| 1978   | 虚飾の花園       | 獄衣のない女囚      | NHK          | 岡田嘉子 奈良岡朋子 内藤武敏     | 「土曜ドラマ」枠 清張本人出演 |
| 1978   | 記憶             | たづたづし          | TBS          | 十朱幸代 新克利 児玉清           | 「東芝日曜劇場」枠 |
| 1978   | 一年半待て       | 一年半待て          | NHK          | 香山美子 南風洋子 早川保         | 「土曜ドラマ」枠 清張本人出演 |
| 1978   | 混声の森         | 混声の森            | TBS          | 丹波哲郎 東野英治郎 佐藤慶       | 全5回 脚本：石堂淑朗 |
| 1978   | 火の記憶         | 火の記憶            | NHK          | 高岡建治 秋吉久美子 村野武範     | 演出：和田勉 「土曜ドラマ」枠 清張本人出演 |
| 1978   | 顔               | 顔                  | テレビ朝日   | 倍賞千恵子 山口崇 泉ピン子       | 「土曜ワイド劇場」枠 |
| 1979   | 犯罪広告         | 犯罪広告            | テレビ朝日   | 檀ふみ 田村亮 南原宏治           | 「土曜ワイド劇場」枠 |
| 1979   | 熱い空気         | 熱い空気            | TBS          | 森光子 林美智子 長門裕之         | 「東芝日曜劇場」枠 |
| 1979   | 聞かなかった場所 | 聞かなかった場所    | テレビ朝日   | 藤田まこと 大谷直子 長谷川明男   | 「土曜ワイド劇場」枠 |
| 1979   | 指               | 指                  | TBS          | 山本陽子 水谷八重子 岡本富士太   | 「東芝日曜劇場」枠 |
| 1979   | 種族同盟         | 種族同盟            | テレビ朝日   | 小川眞由美 高橋幸治 金沢碧       | 「土曜ワイド劇場」枠 |
| 1979   | 紐               | 紐                  | テレビ朝日   | 酒井和歌子 宇津宮雅代 中山仁     | 「土曜ワイド劇場」枠 |

## 1980年代
| 放映年 | ドラマタイトル                             | 原作                                          | 放送局                  | 主な出演俳優                     | その他備考 |
| 1980   | 帝銀事件                                   | 小説帝銀事件                                  | テレビ朝日              | 仲谷昇 田中邦衛 橋本功           | 第17回ギャラクシー賞（月間賞）受賞 脚本：新藤兼人 「土曜ワイド劇場」枠                                                                                                  |
| 1980   | 地の骨                                     | 地の骨                                        | テレビ朝日              | 江守徹 松原智恵子 松橋登         | 「土曜ワイド劇場」枠 |
| 1980   | 天才画の女                                 | 天才画の女                                    | NHK                     | 竹下景子 佐藤慶 鹿賀丈史         | 「土曜ドラマ」枠 |
| 1980   | 駆ける男                                   | 駆ける男                                      | テレビ朝日              | 浜木綿子 田中明夫 山城新伍       | 「傑作推理劇場」第1回 |
| 1980   | ザ・商社                                   | 空の城                                        | NHK                     | 山﨑努 片岡仁左衛門 夏目雅子     | 全4回、演出：和田勉 第13回テレビ大賞優秀番組賞受賞 1981年エランドール賞エランドール協会賞受賞（和田勉） 東京・ニューヨーク・ロンドン・セントジョーンズの4か国ロケを実施 |
| 1980   | 白い闇                                     | 白い闇                                        | テレビ朝日              | 音無美紀子 津川雅彦 速水亮       | 「土曜ワイド劇場」枠 |
| 1981   | 小さな旅館                                 | 小さな旅館                                    | テレビ朝日              | 田村高廣 坂口良子 目黒祐樹       | 「土曜ワイド劇場」枠 |
| 1981   | 死んだ馬                                   | 死んだ馬                                      | テレビ朝日              | 小川眞由美 山本亘 山形勲         | 「土曜ワイド劇場」枠 |
| 1981   | 強き蟻                                     | 強き蟻                                        | 読売テレビ              | 浜木綿子 加藤嘉 川津祐介         | 「木曜ゴールデンドラマ」枠 |
| 1981   | 百円硬貨                                   | 百円硬貨 （隠花の飾り）                       | テレビ朝日              | いしだあゆみ 川地民夫 上村香子   | 「傑作推理劇場」枠 |
| 1981   | 球形の荒野                                 | 球形の荒野                                    | 日本テレビ              | 島田陽子 三船敏郎 中村雅俊       | 「火曜サスペンス劇場」第1作 |
| 1981   | 山峡の章                                   | 山峡の章                                      | テレビ朝日              | 音無美紀子 小野寺昭 目黒祐樹     | 視聴率28.0%を記録 清張原作ドラマ最高視聴率作品 「土曜ワイド劇場」枠 |
| 1981   | 文吾捕物帳                                 | 虎 （紅刷り江戸噂） 見世物師 （紅刷り江戸噂） | テレビ朝日              | 滝田栄 平幹二朗 泉ピン子         | 全26回 短編『虎』『見世物師』を基に構成 脚本：小川英、星川清司ほか |
| 1981   | 地方紙を買う女                             | 地方紙を買う女                                | テレビ朝日              | 安奈淳 田村高廣 室田日出男       | 音楽：羽田健太郎 「土曜ワイド劇場」枠 |
| 1981   | 10万分の1の偶然                            | 十万分の一の偶然                              | 日本テレビ              | 高橋惠子 泉谷しげる 岸田森       | 「火曜サスペンス劇場」枠 |
| 1982   | 黒革の手帖                                 | 黒革の手帖                                    | テレビ朝日              | 山本陽子 田村正和 三國連太郎     | 全6回 |
| 1982   | けものみち                                 | けものみち                                    | NHK                     | 名取裕子 山崎努 西村晃           | 第15回テレビ大賞優秀番組賞受賞 「土曜ドラマ」枠、全3回 脚本：ジェームス三木 演出：和田勉                                                                                |
| 1982   | 書道教授                                   | 書道教授                                      | テレビ朝日              | 近藤正臣 生田悦子 風吹ジュン     | 「土曜ワイド劇場」枠 |
| 1982   | 薄化粧の男                                 | 薄化粧の男                                    | テレビ朝日              | 岡田茉莉子 池波志乃 土屋嘉男     | 春の傑作推理劇場 |
| 1982   | 花氷                                       | 花氷                                          | 日本テレビ              | 近藤正臣 風吹ジュン 未唯         | 「火曜サスペンス劇場」枠 |
| 1982   | 風の息                                     | 風の息                                        | テレビ朝日              | 栗原小巻 根津甚八 高橋惠子       | 脚本：新藤兼人 「土曜ワイド劇場」枠 |
| 1982   | 内海の輪                                   | 内海の輪                                      | TBS                     | 滝田栄 宇津宮雅代 岡まゆみ       | 「ザ・サスペンス」枠 |
| 1982   | 事故                                       | 事故                                          | テレビ朝日              | 松原智恵子 山口崇 宮下順子       | 「土曜ワイド劇場」枠 |
| 1982   | 時間の習俗                                 | 時間の習俗                                    | TBS                     | 萩原健一 藤真利子 中谷一郎       | 「ザ・サスペンス」枠 |
| 1982   | 指                                         | 指                                            | 日本テレビ              | 名取裕子 松尾嘉代 吉行和子       | 視聴率28.0%を記録 清張原作ドラマ最高視聴率作品 「火曜サスペンス劇場」最高視聴率作品                                                                                     |
| 1982   | 顔                                         | 顔                                            | TBS                     | 烏丸せつこ 浅茅陽子 柴田恭兵     | 「金曜ミステリー劇場」枠 |
| 1982   | 駅路                                       | 駅路                                          | テレビ朝日              | 田村高廣 古手川祐子 河内桃子     | 「土曜ワイド劇場」枠 |
| 1982   | 脊梁                                       | 脊梁                                          | 日本テレビ              | 池上季実子 加藤治子 清水健太郎   | 「火曜サスペンス劇場」枠 |
| 1982   | 馬を売る女                                 | 馬を売る女                                    | TBS                     | 風吹ジュン 泉谷しげる 松本留美   | 「ザ・サスペンス」枠 |
| 1982   | 危険な斜面                                 | 危険な斜面                                    | テレビ朝日              | 水沢アキ 田島令子 山本圭         | 「土曜ワイド劇場」枠 |
| 1982   | 交通事故死亡1名                            | 交通事故死亡1名 （死の枝）                    | 日本テレビ              | 林隆三 あべ静江 山田吾一         | 「火曜サスペンス劇場」枠 |
| 1983   | 霧の旗                                     | 霧の旗                                        | 日本テレビ              | 大竹しのぶ 二谷英明 小川眞由美   | 脚本：市川森一 「火曜サスペンス劇場」枠 |
| 1983   | 殺人行おくのほそ道                         | 殺人行おくのほそ道                            | テレビ朝日              | 竹下景子 八千草薫 鹿賀丈史       | 「土曜ワイド劇場」枠 |
| 1983   | 寒流                                       | 寒流                                          | テレビ朝日              | 露口茂 梶芽衣子 山口崇           | 「土曜ワイド劇場」枠 |
| 1983   | 坂道の家                                   | 坂道の家                                      | 日本テレビ              | 坂口良子 長門裕之 石田純一       | 「火曜サスペンス劇場」枠 |
| 1983   | 喪失                                       | 喪失                                          | 読売テレビ              | 大原麗子 風間杜夫 三國連太郎     | 「木曜ゴールデンドラマ」枠 |
| 1983   | 共犯者                                     | 共犯者                                        | TBS                     | 平幹二朗 尾藤イサオ 畑中葉子     | 「ザ・サスペンス」枠 |
| 1983   | 夜光の階段                                 | 夜光の階段                                    | 毎日放送                | いしだあゆみ 風間杜夫 岡田茉莉子 | 全4回 |
| 1983   | 歯止め                                     | 歯止め                                        | 日本テレビ              | 長山藍子 船越英一郎 山本學       | 「火曜サスペンス劇場」枠 |
| 1983   | 溺れ谷                                     | 溺れ谷                                        | テレビ朝日              | 近藤正臣 梶芽衣子 浅茅陽子       | 「土曜ワイド劇場」枠 |
| 1983   | ゼロの焦点                                 | ゼロの焦点                                    | TBS                     | 星野知子 竹下景子 大谷直子       | 脚本：山田洋次、橋本忍 「ザ・サスペンス」枠 |
| 1983   | 蒼い描点                                   | 蒼い描点                                      | フジテレビ              | 藤谷美和子 高橋悦史 吉行和子     | 「木曜ファミリーワイド」枠 |
| 1983   | 連環                                       | 連環                                          | テレビ朝日              | 片平なぎさ 森本レオ ちあきなおみ | 「土曜ワイド劇場」枠 |
| 1983   | 熱い空気                                   | 熱い空気                                      | テレビ朝日              | 市原悦子 吉行和子 柳生博         | 「家政婦は見た!」の第1作 視聴率27.7%を記録 「土曜ワイド劇場」枠 |
| 1983   | かげろう絵図                               | かげろう絵図                                  | フジテレビ              | 古谷一行 山口果林 中島ゆたか     | 「時代劇スペシャル」枠 音楽：菊池俊輔 |
| 1983   | 知られざる動機                             | 新開地の事件                                  | 日本テレビ              | 藤真利子 吉行和子 高岡建治       | 「火曜サスペンス劇場」枠 |
| 1983   | 西海道談綺                                 | 西海道談綺                                    | テレビ西日本 フジテレビ | 松平健 古手川祐子 風祭ゆき       | 「時代劇スペシャル」枠 テレビ西日本開局25周年記念番組 |
| 1983   | 波の塔                                     | 波の塔                                        | NHK                     | 佐久間良子 山崎努 鹿賀丈史       | 「土曜ドラマ」枠、全3回 脚本：ジェームス三木 演出：和田勉 |
| 1983   | 突風                                       | 突風                                          | TBS                     | 前田吟 根岸季衣 泉じゅん         | 「ザ・サスペンス」枠 |
| 1983   | 断線                                       | 断線                                          | テレビ朝日              | 松田優作 風吹ジュン 木村理恵     | 「土曜ワイド劇場」枠 |
| 1984   | 黒革の手帖                                 | 黒革の手帖                                    | TBS                     | 大谷直子 奈良富士子 谷啓         | 全40回 「花王 愛の劇場」枠 |
| 1984   | 葦の浮船                                   | 葦の浮船                                      | テレビ朝日              | 渡瀬恒彦 坂口良子 津川雅彦       | 「土曜ワイド劇場」枠 |
| 1984   | 地の骨                                     | 地の骨                                        | フジテレビ              | 田村正和 梶芽衣子 佐藤慶         | 「金曜ファミリーワイド」枠 |
| 1984   | 一年半待て                                 | 一年半待て                                    | 日本テレビ              | 小柳ルミ子 樹木希林 勝野洋       | 「火曜サスペンス劇場」枠 |
| 1984   | 証言                                       | 証言                                          | テレビ朝日              | 柳生博 市毛良枝 熊谷真実         | 「土曜ワイド劇場」枠 |
| 1984   | 黒の回廊                                   | 黒の回廊                                      | 日本テレビ              | 栗原小巻 竜雷太 淡島千景         | 「火曜サスペンス劇場」枠 |
| 1984   | 黒い福音                                   | 黒い福音                                      | TBS                     | 宇津井健 片平なぎさ 三浦友和     | 脚本：新藤兼人 |
| 1985   | わるいやつら                               | わるいやつら                                  | 日本テレビ              | 名取裕子 古谷一行 原田芳雄       | 「火曜サスペンス劇場」枠 |
| 1985   | 高台の家                                   | 高台の家                                      | テレビ朝日              | 岡田茉莉子 片平なぎさ 篠田三郎   | 「土曜ワイド劇場」枠 |
| 1985   | 脱兎のごとく 岡倉天心                      | 岡倉天心・その内なる敵                        | NHK                     | 山崎努 名取裕子 樋口可南子       | 演出：和田勉 1984年刊行の評伝をドラマ化 |
| 1985   | 支払い過ぎた縁談                           | 支払い過ぎた縁談                              | TBS                     | 名取裕子 若山富三郎 名高達男     | 「水曜ドラマスペシャル」枠 |
| 1985   | 黒い画集 紐                                | 紐                                            | フジテレビ              | 浅丘ルリ子 近藤正臣 佐藤允       | 「金曜女のドラマスペシャル」枠 |
| 1986   | 黒い樹海                                   | 黒い樹海                                      | テレビ朝日              | 中井貴恵 山本學 金沢碧           | 「土曜ワイド劇場」枠 |
| 1986   | 夜光の階段                                 | 夜光の階段                                    | 日本テレビ              | 古谷一行 坂口良子 平淑恵         | 音楽：三枝成章 「火曜サスペンス劇場」枠 |
| 1986   | 記念に…                                    | 記念に （隠花の飾り）                         | 関西テレビ              | 藤真利子 古尾谷雅人 清水綋治     | 「松本清張サスペンス 隠花の飾り」（9週連続シリーズ） 第2回文化庁芸術作品賞（ドラマの部）受賞                                                                            |
| 1986   | 足袋                                       | 足袋 （隠花の飾り）                           | 関西テレビ              | 岩下志麻 高橋悦史 萩尾みどり     | 「松本清張サスペンス 隠花の飾り」（9週連続シリーズ） 音楽：三枝成章 |
| 1986   | 見送って                                   | 見送って （隠花の飾り）                       | 関西テレビ              | 司葉子 蜷川有紀 仲谷昇           | 「松本清張サスペンス 隠花の飾り」（9週連続シリーズ） 音楽：三枝成章 |
| 1986   | 愛犬                                       | 愛犬 （隠花の飾り）                           | 関西テレビ              | 小川眞由美 山内明 小林稔侍       | 「松本清張サスペンス 隠花の飾り」（9週連続シリーズ） 音楽：三枝成章 |
| 1986   | 箱根初詣で                                 | 箱根初詣で （隠花の飾り）                     | 関西テレビ              | 眞野あずさ 戸川純 金田龍之介     | 「松本清張サスペンス 隠花の飾り」（9週連続シリーズ） |
| 1986   | 遺墨                                       | 遺墨 （隠花の飾り）                           | 関西テレビ              | 大滝秀治 岸田今日子 島村佳江     | 「松本清張サスペンス 隠花の飾り」（9週連続シリーズ） |
| 1986   | お手玉                                     | お手玉 （隠花の飾り）                         | 関西テレビ              | 野川由美子 高橋幸治 河原崎建三   | 「松本清張サスペンス 隠花の飾り」（9週連続シリーズ） |
| 1986   | 再春                                       | 再春 （隠花の飾り）                           | 関西テレビ              | 檀ふみ 三浦浩一 加藤治子         | 「松本清張サスペンス 隠花の飾り」（9週連続シリーズ） |
| 1986   | 百円硬貨                                   | 百円硬貨 （隠花の飾り）                       | 関西テレビ              | 池上季実子 奥田瑛二 沢井桂子     | 「松本清張サスペンス 隠花の飾り」（9週連続シリーズ） |
| 1987   | 絢爛たる流離（第1話） 美しい人妻の復讐     | 土俗玩具 （絢爛たる流離）                     | テレビ朝日              | 真野響子 江原真二郎 中島久之     | 4夜連続シリーズ |
| 1987   | 絢爛たる流離（第2話） 銀座の女の完全犯罪   | 陰影 （絢爛たる流離）                         | テレビ朝日              | 小川眞由美 池部良 本田博太郎     | 4夜連続シリーズ |
| 1987   | 絢爛たる流離（第3話） 離婚した花嫁の殺意   | 夕日の城 （絢爛たる流離）                     | テレビ朝日              | 眞野あずさ 伊東四朗 五代高之     | 4夜連続シリーズ |
| 1987   | 絢爛たる流離（第4話） 年上令嬢の危険な誘惑 | 消滅 （絢爛たる流離）                         | テレビ朝日              | 和由布子 西川弘志 並樹史朗       | 4夜連続シリーズ |
| 1987   | 渡された場面                               | 渡された場面                                  | 日本テレビ              | 古谷一行 坂口良子 京本政樹       | 全2回 「火曜サスペンス劇場」枠 |
| 1987   | 地方紙を買う女                             | 地方紙を買う女                                | フジテレビ              | 小柳ルミ子 篠田三郎 露口茂       | 第27回日本テレビ技術賞（撮影部門）受賞 「ザ・ドラマチックナイト」枠 |
| 1987   | 六畳の生涯                                 | 六畳の生涯                                    | 読売テレビ              | 植木等 ちあきなおみ 宮下順子     | 第25回ギャラクシー賞奨励賞受賞 「木曜ゴールデンドラマ」枠 |
| 1988   | 潜在光景                                   | 潜在光景                                      | 関西テレビ              | 水谷豊 大谷直子 藤田三保子       | 「月曜サスペンス」枠（4週連続シリーズ） |
| 1988   | 愛と空白の共謀                             | 愛と空白の共謀                                | 関西テレビ              | 岡江久美子 井上順 清水章吾       | 「月曜サスペンス」枠（4週連続シリーズ） |
| 1988   | 拐帯行                                     | 拐帯行                                        | 関西テレビ              | 石橋保 渡辺典子 高松英郎         | 「月曜サスペンス」枠（4週連続シリーズ） |
| 1988   | 年下の男                                   | 年下の男 （死の枝）                           | 関西テレビ              | 小川眞由美 田中隆三 岸部四郎     | 「月曜サスペンス」枠（4週連続シリーズ） |
| 1988   | やさしい地方                               | やさしい地方                                  | 日本テレビ              | 古谷一行 加藤治子 沢田亜矢子     | 「火曜サスペンス劇場」枠 |
| 1989   | 捜査圏外の条件                             | 捜査圏外の条件                                | 日本テレビ              | 古谷一行 伊藤蘭 前田吟           | 「火曜サスペンス劇場」枠 |
| 1989   | 結婚式                                     | 結婚式                                        | 読売テレビ              | 浅丘ルリ子 近藤正臣 南條玲子     | 第27回ギャラクシー賞選奨受賞 「木曜ゴールデンドラマ」枠 |
| 1989   | 詩城の旅びと                               | 詩城の旅びと                                  | NHK                     | 緒形拳 中川安奈 富司純子         | 全5回 「ドラマ10」枠 53日間のフランスロケを実施 |

## 1990年代
| 放映年 | ドラマタイトル        | 原作                                  | 放送局     | 主な出演俳優                   | その他備考 |
| 1990   | 家紋                  | 家紋 （死の枝）                       | 日本テレビ | 若村麻由美 萩原流行 河原崎次郎 | 視聴率25.0%を記録 特定宗派の抗議を受け、現在は再放送不可能 「火曜サスペンス劇場」枠 |
| 1990   | 黒い空                | 黒い空                                | テレビ朝日 | 藤竜也 赤座美代子 萬田久子     | 「土曜ワイド劇場」枠 |
| 1990   | 老春                  | 老春                                  | 読売テレビ | 井上順 花沢徳衛 浅利香津代     | 「木曜ゴールデンドラマ」枠 |
| 1990   | 危険な斜面            | 危険な斜面                            | 日本テレビ | 古谷一行 池上季実子 松本留美   | 「火曜サスペンス劇場」枠 10周年記念特別企画 |
| 1991   | 文五捕物絵図 男坂界隈 | 虎 見世物師 （紅刷り江戸噂）          | 日本テレビ | 中村橋之助 寺尾聰 丹波哲郎     | 1967年のシリーズをリメイク 脚本：倉本聰 |
| 1991   | 数の風景              | 数の風景                              | テレビ朝日 | 古谷一行 島田陽子 岸部一徳     | 「土曜ワイド劇場」枠 |
| 1991   | 西郷札                | 西郷札                                | TBS        | 緒形直人 仙道敦子 蟹江敬三     | 第29回ギャラクシー賞奨励賞受賞 「月曜ドラマスペシャル」枠 松本清張作家活動40周年記念 |
| 1991   | 波の塔                | 波の塔                                | フジテレビ | 池上季実子 神田正輝 西岡徳馬   | 「金曜ドラマシアター」枠 松本清張作家活動40周年企画 |
| 1991   | 一年半待て            | 一年半待て                            | テレビ朝日 | 多岐川裕美 小川眞由美 篠田三郎 | 「土曜ワイド劇場」枠 松本清張作家活動40年記念ドラマスペシャル |
| 1991   | ゼロの焦点            | ゼロの焦点                            | 日本テレビ | 眞野あずさ 林隆三 増田恵子     | 脚本：新藤兼人 「火曜サスペンス劇場」枠 松本清張作家活動40年記念 |
| 1991   | 黒い画集 坂道の家     | 坂道の家                              | TBS        | 黒木瞳 いかりや長介 沖田浩之   | 「月曜ドラマスペシャル」枠 松本清張作家活動40周年記念 |
| 1991   | 張込み                | 張込み                                | フジテレビ | 大竹しのぶ 田原俊彦 井川比佐志 | 「金曜ドラマシアター」枠 松本清張作家活動40年記念 |
| 1991   | 砂の器                | 砂の器                                | テレビ朝日 | 田中邦衛 佐藤浩市 大空眞弓     | 第9回ATP賞ベスト21番組選出 松本清張作家活動40年記念 |
| 1991   | 霧の旗                | 霧の旗                                | テレビ朝日 | 安田成美 田村高廣 阿木燿子     | 「土曜ワイド劇場」枠 松本清張作家活動40年記念 |
| 1991   | けものみち            | けものみち                            | 日本テレビ | 十朱幸代 江波杏子 草刈正雄     | 「火曜サスペンス劇場」枠 松本清張作家活動40周年記念ドラマ |
| 1992   | たづたづし            | たづたづし                            | 日本テレビ | 古谷一行 君島十和子 佳那晃子   | 「火曜サスペンス劇場」枠 松本清張作家活動40周年記念ドラマ |
| 1992   | 球形の荒野            | 球形の荒野                            | フジテレビ | 若村麻由美 平幹二朗 田中実     | 「金曜ドラマシアター」枠 松本清張作家活動40年記念 |
| 1992   | 迷走地図              | 迷走地図                              | TBS        | 若尾文子 森本毅郎 世良公則     | 「月曜ドラマスペシャル」枠 ロサンゼルスでのロケを実施 松本清張作家活動40周年記念最終話 清張生前最後のテレビドラマ |
| 1992   | 山峡の湯村            | 山峡の湯村                            | 日本テレビ | 古谷一行 姿晴香 中島ゆたか     | 「火曜サスペンス劇場」枠 |
| 1992   | 黒い画集・証言        | 証言                                  | TBS        | 渡瀬恒彦 岡江久美子 有森也実   | 「月曜ドラマスペシャル」枠 第30回ギャラクシー賞奨励賞受賞 |
| 1992   | 疑惑                  | 疑惑                                  | フジテレビ | いしだあゆみ 石橋凌 小林稔侍   | 「金曜ドラマシアター」枠 |
| 1993   | 影の地帯              | 影の地帯                              | 日本テレビ | 古谷一行 増田恵子 矢崎滋       | 「火曜サスペンス劇場」枠 |
| 1993   | 或る「小倉日記」伝    | 或る「小倉日記」伝                    | TBS        | 松坂慶子 筒井道隆 蟹江敬三     | 松本清張一周忌特別企画 第31回ギャラクシー賞優秀賞受賞 1994年日本民間放送連盟賞最優秀賞受賞 第20回放送文化基金賞個人演技賞（筒井道隆）受賞 第33回日本テレビ技術賞（撮影部門・照明部門）受賞 日本映画照明技術者協会最優秀照明賞受賞 第5回上海テレビ祭テレビドラマ審査委員特別賞受賞 |
| 1993   | Dの複合               | Dの複合                               | フジテレビ | 野村宏伸 津川雅彦 いしだあゆみ | 「金曜エンタテイメント」枠 |
| 1993   | 異変街道              | 異変街道                              | フジテレビ | 古谷一行 藤真利子 丹波哲郎     | 「金曜エンタテイメント」枠 |
| 1993   | 鉢植を買う女          | 鉢植を買う女                          | テレビ朝日 | 池上季実子 布施博 秋本奈緒美   | 「土曜ワイド劇場」枠 |
| 1994   | 喪失の儀礼            | 喪失の儀礼                            | 日本テレビ | 古谷一行 洞口依子 吉行和子     | 「火曜サスペンス劇場」枠 |
| 1994   | ゼロの焦点            | ゼロの焦点                            | NHK-BS2    | 斉藤由貴 萩尾みどり 永島暎子   | 全4回 ※1995年にNHKの「土曜ドラマ」枠にて全2回に再編集の上放送 |
| 1994   | 草の陰刻              | 草の陰刻                              | フジテレビ | 宅麻伸 財前直見 ケーシー高峰   | 「金曜エンタテイメント」枠 松本清張三回忌特別企画 |
| 1994   | 眼の気流              | 眼の気流                              | テレビ東京 | 的場浩司 二谷英明 佳那晃子     | テレビ東京開局30周年記念ドラマ |
| 1994   | 証明                  | 証明                                  | TBS        | 風間杜夫 原田美枝子 内藤剛志   | 「月曜ドラマスペシャル」枠 第32回ギャラクシー賞奨励賞受賞 |
| 1994   | 状況曲線              | 状況曲線                              | テレビ朝日 | 村上弘明 七瀬なつみ 蟹江敬三   | 「土曜ワイド劇場」枠 |
| 1995   | 父系の指              | 父系の指 骨壺の風景 田舎医師 夜が怕い | TBS        | 長塚京三 橋爪功 泉ピン子       | 「月曜ドラマスペシャル」枠 第32回ギャラクシー賞大賞受賞 第11回文化庁芸術作品賞受賞 |
| 1995   | 微笑の儀式            | 微笑の儀式                            | 日本テレビ | 役所広司 内藤剛志 佳那晃子     | 「火曜サスペンス劇場」枠 |
| 1995   | 夜光の階段            | 夜光の階段                            | TBS        | 東山紀之 黒木瞳 小林稔侍       | 「月曜ドラマスペシャル」枠 |
| 1995   | 書道教授              | 書道教授                              | テレビ朝日 | 風間杜夫 多岐川裕美 原日出子   | 「土曜ワイド劇場」枠 |
| 1996   | 留守宅の事件          | 留守宅の事件                          | 日本テレビ | 古谷一行 余貴美子 内藤剛志     | 「火曜サスペンス劇場」枠 |
| 1996   | 白い闇                | 白い闇                                | テレビ東京 | 大竹しのぶ 加勢大周 寺田農     | |
| 1996   | 文吾捕物絵図 張り込み | 張込み 左の腕 （無宿人別帳）          | テレビ東京 | 中村橋之助 萬屋錦之介 小西博之 | 「松本清張原案・時代劇スペシャル」 『張込み』の設定を『左の腕』に移した異色作 |
| 1996   | 紐                    | 紐                                    | TBS        | 名取裕子 内藤剛志 風間杜夫     | 「月曜ドラマスペシャル」枠 |
| 1996   | 火と汐                | 火と汐                                | フジテレビ | 神田正輝 南果歩 内藤剛志       | 「金曜エンタテイメント」枠 |
| 1996   | 黒革の手帖            | 黒革の手帖                            | テレビ朝日 | 浅野ゆう子 平幹二朗 美木良介   | 「土曜ワイド劇場」枠 |
| 1997   | 恐喝者                | 恐喝者                                | 日本テレビ | 古谷一行 藤真利子 本田博太郎   | 「火曜サスペンス劇場」枠 |
| 1997   | 聞かなかった場所      | 聞かなかった場所                      | TBS        | 風間杜夫 大島さと子 原田大二郎 | 「月曜ドラマスペシャル」枠 |
| 1997   | 霧の旗                | 霧の旗                                | フジテレビ | 仲代達矢 若村麻由美 三浦浩一   | 「金曜エンタテイメント」枠 |
| 1997   | 黒い樹海              | 黒い樹海                              | テレビ朝日 | 水野真紀 鶴見辰吾 神田正輝     | 「土曜ワイド劇場」枠 |
| 1998   | 天城越え              | 天城越え                              | TBS        | 田中美佐子 蟹江敬三 二宮和也   | 第35回ギャラクシー賞優秀賞受賞 第38回日本テレビ技術賞受賞（録音） 元旦特別企画 |
| 1998   | 熱い絹                | 熱い絹                                | 読売テレビ | 鈴木京香 村上弘明 渡瀬恒彦     | 読売テレビ開局40年記念 |
| 1998   | 薄化粧の男            | 薄化粧の男                            | フジテレビ | 風間杜夫 大谷直子 斉藤由貴     | 「金曜エンタテイメント」枠 松本清張7回忌特別企画 |
| 1998   | 中央流沙              | 中央流沙                              | 日本テレビ | 緒形拳 石橋蓮司 藤真利子       | 「火曜サスペンス劇場」枠 |
| 1999   | 顔                    | 顔                                    | TBS        | 戸田菜穂 斉藤慶子 石黒賢       | 脚本：大石静 |

## 2000年代
| 放映年 | ドラマタイトル               | 原作                | 放送局                | 主な出演俳優                   | その他備考 |
| 2000   | 危険な斜面                   | 危険な斜面          | TBS                   | 田中美佐子 風間杜夫 袴田吉彦   | |
| 2001   | ガラスの城                   | ガラスの城          | テレビ東京 BSジャパン | 岸本加世子 洞口依子 勝野洋     | 「女と愛とミステリー」枠 |
| 2001   | 影の車                       | 潜在光景            | TBS                   | 風間杜夫 原田美枝子 浅田美代子 | 第38回ギャラクシー賞奨励賞受賞（原田美枝子） |
| 2001   | 内海の輪                     | 内海の輪            | 日本テレビ            | 中村雅俊 十朱幸代 紺野美沙子   | 「火曜サスペンス劇場」枠 |
| 2001   | わるいやつら                 | わるいやつら        | テレビ東京 BSジャパン | 豊川悦司 十朱幸代 内藤剛志     | 「女と愛とミステリー」枠 |
| 2002   | 逃亡                         | 逃亡                | NHK                   | 上川隆也 原田美枝子 浅丘ルリ子 | 全6回 「金曜時代劇」枠 |
| 2002   | 一年半待て                   | 一年半待て          | 日本テレビ            | 浅野ゆう子 布施博 丘みつ子     | 「火曜サスペンス劇場」枠 |
| 2002   | 張込み                       | 張込み              | テレビ朝日            | ビートたけし 緒形直人 鶴田真由 | 第57回文化庁芸術祭参加 第39回ギャラクシー賞奨励賞受賞 ビートたけしドラマスペシャル |
| 2002   | 死んだ馬                     | 死んだ馬            | TBS                   | かたせ梨乃 萩原聖人 酒井美紀   | |
| 2002   | 事故                         | 事故                | 日本テレビ            | 古谷一行 斉藤慶子 十朱幸代     | 「火曜サスペンス劇場」枠 |
| 2002   | 家紋                         | 家紋 （死の枝）     | テレビ東京 BSジャパン | 岸本加世子 大地康雄 泉ピン子   | 第40回ギャラクシー賞奨励賞受賞 「女と愛とミステリー」枠、同枠年間最高視聴率 松本清張没後10年特別企画 |
| 2002   | 黒の奔流                     | 種族同盟            | テレビ朝日            | 渡瀬恒彦 片平なぎさ 純名里沙   | 「土曜ワイド劇場」25周年記念スペシャル 松本清張没後10年特別企画 |
| 2002   | 鬼畜                         | 鬼畜                | 日本テレビ            | ビートたけし 黒木瞳 室井滋     | 日本テレビ開局50周年記念番組 「火曜サスペンス劇場」1000回突破記念 第57回文化庁芸術祭参加 |
| 2002   | たづたづし                   | たづたづし          | テレビ東京 BSジャパン | 中村雅俊 牧瀬里穂 名取裕子     | 「女と愛とミステリー」枠 松本清張没後10年企画 |
| 2003   | 疑惑                         | 疑惑                | テレビ朝日            | 佐藤浩市 余貴美子 中村嘉葎雄   | 「土曜ワイド劇場」25周年記念スペシャル 松本清張没後10年特別企画 |
| 2003   | 霧の旗                       | 霧の旗              | TBS                   | 古谷一行 星野真里 多岐川裕美   | |
| 2003   | 喪失の儀礼                   | 喪失の儀礼          | テレビ東京 BSジャパン | 泉ピン子 大地康雄 萩原流行     | 「女と愛とミステリー」枠 |
| 2004   | 砂の器                       | 砂の器              | TBS                   | 中居正広 松雪泰子 渡辺謙       | 「日曜劇場」枠、全11回 平均視聴率19.6%、最高視聴率26.3% 第12回橋田賞受賞対象（龍居由佳里） |
| 2004   | 黒の回廊                     | 黒の回廊            | 日本テレビ            | 賀来千香子 船越英一郎 島田陽子 | 日本テレビ開局50周年記念番組 |
| 2004   | 証言                         | 証言                | テレビ朝日            | 東山紀之 萩原健一 渡辺いっけい | 「土曜ワイド劇場」枠 テレビ朝日開局45周年記念企画 |
| 2004   | 殺意                         | 殺意                | TBS                   | 高島礼子 伊東四朗 賀集利樹     | 「月曜ミステリー劇場」枠 |
| 2004   | 黒革の手帖                   | 黒革の手帖          | テレビ朝日            | 米倉涼子 仲村トオル 釈由美子   | 全7回 第22回ATP賞最優秀賞（ドラマ部門）受賞 |
| 2005   | 黒い画集〜紐                 | 紐                  | テレビ東京 BSジャパン | 余貴美子 大地康雄 内藤剛志     | 「女と愛とミステリー」4周年記念スペシャル |
| 2005   | 渡された場面                 | 渡された場面        | テレビ東京 BSジャパン | 三浦友和 佐野史郎 高岡早紀     | 「水曜ミステリー9」枠 |
| 2005   | 黒革の手帖スペシャル〜白い闇 | 白い闇              | テレビ朝日            | 米倉涼子 豊原功補 岡本健一     | 「土曜ワイド劇場」枠 『黒革の手帖』の原作とは基本的に無関係 |
| 2005   | 黒い樹海                     | 黒い樹海            | フジテレビ            | 菊川怜 豊原功補 佐藤仁美       | 「金曜エンタテイメント」枠 |
| 2006   | けものみち                   | けものみち          | テレビ朝日            | 米倉涼子 佐藤浩市 仲村トオル   | 全9回 |
| 2006   | 指                           | 指                  | 日本テレビ            | 後藤真希 高岡早紀 萬田久子     | 「DRAMA COMPLEX」枠 |
| 2006   | 共犯者                       | 共犯者              | 日本テレビ            | 賀来千香子 室井滋 とよた真帆   | 「DRAMA COMPLEX」枠 |
| 2006   | 強き蟻                       | 強き蟻              | テレビ東京 BSジャパン | 若村麻由美 津川雅彦 星野真里   | 「水曜ミステリー9」枠 |
| 2006   | 蒼い描点                     | 蒼い描点            | フジテレビ            | 菊川怜 田辺誠一 黒田福美       | 「金曜エンタテイメント」枠 |
| 2006   | 波の塔                       | 波の塔              | TBS                   | 麻生祐未 小泉孝太郎 津川雅彦   | |
| 2007   | わるいやつら                 | わるいやつら        | 朝日放送 テレビ朝日   | 米倉涼子 上川隆也 北村一輝     | 全8回 |
| 2007   | 地方紙を買う女               | 地方紙を買う女      | 日本テレビ            | 内田有紀 高嶋政伸 秋野暢子     | 「火曜ドラマゴールド」枠 |
| 2007   | 点と線                       | 点と線              | テレビ朝日            | ビートたけし 高橋克典 内山理名 | 2夜連続放送 第62回文化庁芸術祭大賞受賞 第1回東京ドラマアウォードグランプリ・演出賞・特別賞受賞 第45回ギャラクシー賞奨励賞受賞 ※2009年に「松本清張生誕100年記念特別バージョン」として全1回に再編集の上放送 |
| 2007   | 殺人行おくのほそ道           | 殺人行おくのほそ道  | フジテレビ            | 菊川怜 細川茂樹 床嶋佳子       | 「金曜プレステージ」枠 |
| 2007   | 塗られた本                   | 塗られた本          | TBS                   | 沢口靖子 勝村政信 吹越満       | 「月曜ゴールデン」枠 |
| 2008   | 不在宴会 死亡記事の女        | 不在宴会 （死の枝） | テレビ東京 BSジャパン | 三浦友和 平田満 六平直政       | 「水曜ミステリー9」枠 |
| 2009   | 疑惑                         | 疑惑                | テレビ朝日            | 田村正和 沢口靖子 室井滋       | テレビ朝日開局50周年記念番組 松本清張生誕100年記念番組 |
| 2009   | 黒の奔流                     | 種族同盟            | テレビ東京 BSジャパン | 船越英一郎 賀来千香子 星野真里 | 「水曜ミステリー9」枠 |
| 2009   | 駅路                         | 駅路                | フジテレビ            | 役所広司 深津絵里 木村多江     | 脚本：向田邦子 第47回ギャラクシー賞奨励賞受賞 「土曜プレミアム」枠、松本清張生誕100年記念 |
| 2009   | 夜光の階段                   | 夜光の階段          | テレビ朝日            | 藤木直人 木村佳乃 夏川結衣     | 全9回 松本清張生誕100年スペシャル番組 |
| 2009   | 中央流沙                     | 中央流沙            | TBS 毎日放送          | 和央ようか 石黒賢 かたせ梨乃   | 松本清張生誕100年スペシャル |
| 2009   | 火と汐                       | 火と汐              | TBS                   | 寺尾聰 山本耕史 渡部篤郎       | 松本清張生誕100年記念スペシャルドラマ |
| 2009   | 顔                           | 顔                  | NHK                   | 谷原章介 原田夏希 高橋和也     | 生誕百年・松本清張ドラマスペシャル |

## 2010年代
| 放映年 | ドラマタイトル                        | 原作                        | 放送局     | 主な出演俳優                     | その他備考                                                                                    |
| 2010   | 山峡の章                              | 山峡の章                    | フジテレビ | 菊川怜 岡田義徳 平岳大           | 「金曜プレステージ」枠                                                                        |
| 2010   | 霧の旗                                | 霧の旗                      | 日本テレビ | 市川海老蔵 相武紗季 東貴博       | 松本清張生誕100年記念スペシャルドラマ                                                         |
| 2010   | 書道教授                              | 書道教授                    | 日本テレビ | 船越英一郎 杉本彩 荻野目慶子     | 脚本：ジェームス三木 松本清張生誕100年記念スペシャルドラマ                                    |
| 2010   | 球形の荒野                            | 球形の荒野                  | フジテレビ | 田村正和 江口洋介 生田斗真       | 脚本：君塚良一 第65回文化庁芸術祭参加 2夜連続放送、「金曜プレステージ」・「土曜プレミアム」枠 |
| 2010   | 一年半待て                            | 一年半待て                  | BS-TBS     | 夏川結衣 市原悦子 清水美沙       | 第48回ギャラクシー賞奨励賞受賞 BS-TBS開局10周年記念ドラマ                                     |
| 2011   | 砂の器                                | 砂の器                      | テレビ朝日 | 玉木宏 中谷美紀 佐々木蔵之介     | 東京ドラマアウォード作品賞優秀賞（単発ドラマ）受賞 2夜連続放送                                |
| 2011   | 張込み                                | 張込み                      | テレビ東京 | 若村麻由美 小泉孝太郎 塩見三省   | 「水曜ミステリー9」枠                                                                         |
| 2011   | 鉢植を買う女                          | 鉢植を買う女                | テレビ東京 | 余貴美子 田中哲司 泉ピン子       | 「水曜ミステリー9」枠                                                                         |
| 2011   | 聞かなかった場所                      | 聞かなかった場所            | テレビ東京 | 名取裕子 金田明夫 酒井美紀       | 「水曜ミステリー9」枠                                                                         |
| 2012   | 市長死す                              | 市長死す                    | フジテレビ | 反町隆史 木村多江 倍賞美津子     | 松本清張没後20年特別企画                                                                      |
| 2012   | 波の塔                                | 波の塔                      | テレビ朝日 | 沢村一樹 羽田美智子 鹿賀丈史     | 松本清張没後20年特別企画                                                                      |
| 2012   | 危険な斜面                            | 危険な斜面                  | フジテレビ | 渡部篤郎 長谷川京子 溝端淳平     | 松本清張没後20年特別企画                                                                      |
| 2012   | 疑惑                                  | 疑惑                        | フジテレビ | 常盤貴子 尾野真千子 柄本明       | 「金曜プレステージ」枠 松本清張没後20年特別企画                                               |
| 2012   | 事故〜黒い画集〜                      | 事故                        | テレビ東京 | 高橋克実 京野ことみ 近藤芳正     | 「水曜ミステリー9」枠 松本清張没後20年特別企画                                                |
| 2012   | 十万分の一の偶然                      | 十万分の一の偶然            | テレビ朝日 | 田村正和 中谷美紀 高嶋政伸       | テレビ朝日開局55周年記念番組                                                                  |
| 2012   | 熱い空気                              | 熱い空気                    | テレビ朝日 | 米倉涼子 余貴美子 段田安則       | テレビ朝日開局55周年記念番組                                                                  |
| 2013   | 寒流                                  | 寒流                        | TBS        | 椎名桔平 芦名星 石黒賢           | 「月曜ゴールデン」枠 松本清張没後20年スペシャル                                               |
| 2013   | 留守宅の事件                          | 留守宅の事件                | テレビ東京 | 寺尾聰 柄本佑 野村宏伸           | 「水曜ミステリー9」枠 松本清張没後20年特別企画                                                |
| 2013   | 顔                                    | 顔                          | フジテレビ | 松雪泰子 田中麗奈 坂口憲二       | フジテレビ開局55周年特別番組                                                                  |
| 2014   | 三億円事件                            | 小説 3億円事件              | テレビ朝日 | 田村正和 手越祐也 北乃きい       | テレビ朝日開局55周年記念番組                                                                  |
| 2014   | 黒い福音                              | 黒い福音                    | テレビ朝日 | ビートたけし 竹内結子 瑛太       | 第51回ギャラクシー賞奨励賞受賞 「日曜エンターテインメント」枠 テレビ朝日開局55周年記念番組    |
| 2014   | 球形の荒野                            | 球形の荒野                  | BS日本     | 木村佳乃 寺尾聰 武田真治         |                                                                                               |
| 2014   | わるいやつら                          | わるいやつら                | BS日本     | 船越英一郎 室井滋 平山あや       |                                                                                               |
| 2014   | 時間の習俗                            | 時間の習俗                  | フジテレビ | 内野聖陽 津川雅彦 加藤雅也       | フジテレビ開局55周年特別番組                                                                  |
| 2014   | 死の発送                              | 死の発送                    | フジテレビ | 向井理 比嘉愛未 寺尾聰           | フジテレビ開局55周年特別番組                                                                  |
| 2014   | 強き蟻                                | 強き蟻                      | テレビ東京 | 米倉涼子 橋爪功 高嶋政伸         | テレビ東京開局50周年特別企画                                                                  |
| 2014   | 坂道の家                              | 坂道の家                    | テレビ朝日 | 尾野真千子 柄本明 小澤征悦       | 第41回放送文化基金賞優秀賞、演技賞（柄本明）受賞                                              |
| 2014   | 霧の旗                                | 霧の旗                      | テレビ朝日 | 堀北真希 椎名桔平 木村佳乃       |                                                                                               |
| 2015   | 黒い画集-草-                          | 草                          | テレビ東京 | 村上弘明 剛力彩芽 陣内孝則       | テレビ東京開局50周年特別企画                                                                  |
| 2015   | 流人騒ぎ                              | 流人騒ぎ （無宿人別帳）     | BSジャパン | 武田真治 福田沙紀 渡辺いっけい   | 「松本清張ミステリー時代劇」第1話                                                             |
| 2015   | 七種粥                                | 七種粥 （紅刷り江戸噂）     | BSジャパン | 星野真里 田中幸太朗 布施博       | 「松本清張ミステリー時代劇」第2話                                                             |
| 2015   | 役者絵                                | 役者絵 （紅刷り江戸噂）     | BSジャパン | 雛形あきこ 松田悟志 宅間孝行     | 「松本清張ミステリー時代劇」第3話                                                             |
| 2015   | 左の腕                                | 左の腕 （無宿人別帳）       | BSジャパン | 升毅 宮武美桜 津田寛治           | 「松本清張ミステリー時代劇」第4話                                                             |
| 2015   | 大黒屋                                | 大黒屋 （彩色江戸切絵図）   | BSジャパン | 塩谷瞬 せんだみつお 橘実里       | 「松本清張ミステリー時代劇」第5話                                                             |
| 2015   | 山椒魚                                | 山椒魚 （彩色江戸切絵図）   | BSジャパン | 宮地真緒 落合モトキ ラサール石井 | 「松本清張ミステリー時代劇」第6話                                                             |
| 2015   | 影の地帯                              | 影の地帯                    | TBS        | 谷原章介 上川隆也 岡本玲         | 「月曜ゴールデン」枠                                                                          |
| 2015   | 逃亡                                  | 逃亡 （無宿人別帳）         | BSジャパン | 阿部力 モト冬樹 谷内里早         | 「松本清張ミステリー時代劇」第7話                                                             |
| 2015   | 大山詣で                              | 大山詣で （彩色江戸切絵図） | BSジャパン | 袴田吉彦 寺島咲 重松隆志         | 「松本清張ミステリー時代劇」第8話                                                             |
| 2015   | 虎                                    | 虎 （紅刷り江戸噂）         | BSジャパン | 内田朝陽 山口あゆみ 小宮有紗     | 「松本清張ミステリー時代劇」第9話                                                             |
| 2015   | 雨と川の音                            | 雨と川の音 （無宿人別帳）   | BSジャパン | 鳥羽潤 松村雄基 仁科貴           | 「松本清張ミステリー時代劇」第10話                                                            |
| 2015   | 赤猫                                  | 赤猫 （無宿人別帳）         | BSジャパン | 金子昇 ダンカン 森田涼花         | 「松本清張ミステリー時代劇」第11話                                                            |
| 2015   | 町の島帰り                            | 町の島帰り （無宿人別帳）   | BSジャパン | 国広富之 野村佑香 ユキリョウイチ | 「松本清張ミステリー時代劇」第12話                                                            |
| 2015   | 共犯者                                | 共犯者                      | テレビ東京 | 観月ありさ 山本耕史 仲里依紗     |                                                                                               |
| 2016   | 地方紙を買う女 〜作家・杉本隆治の推理 | 地方紙を買う女              | テレビ朝日 | 田村正和 広末涼子 水川あさみ     |                                                                                               |
| 2016   | 黒い樹海                              | 黒い樹海                    | テレビ朝日 | 北川景子 向井理 沢村一樹         |                                                                                               |
| 2016   | 喪失の儀礼                            | 喪失の儀礼                  | テレビ東京 | 村上弘明 剛力彩芽 陣内孝則       |                                                                                               |
| 2016   | かげろう絵図                          | かげろう絵図                | フジテレビ | 米倉涼子 山本耕史 夏川結衣       | 「金曜プレミアム」枠                                                                          |
| 2016   | 一年半待て                            | 一年半待て                  | フジテレビ | 菊川怜 石田ひかり 雛形あきこ     | 脚本：ジェームス三木 「金曜プレミアム」枠                                                     |
| 2017   | 花実のない森                          | 花実のない森                | テレビ東京 | 東山紀之 中山美穂 小澤征悦       |                                                                                               |
| 2017   | 誤差                                  | 誤差                        | テレビ東京 | 村上弘明 剛力彩芽 陣内孝則       |                                                                                               |
| 2017   | 黒革の手帖                            | 黒革の手帖                  | テレビ朝日 | 武井咲 江口洋介 仲里依紗         | 全8回 「木曜ドラマ」枠                                                                        |
| 2017   | 鬼畜                                  | 鬼畜                        | テレビ朝日 | 玉木宏 常盤貴子 木村多江         |                                                                                               |
| 2018   | 犯罪の回送                            | 犯罪の回送                  | テレビ東京 | 村上弘明 陣内孝則 鈴木保奈美     |                                                                                               |
| 2019   | 疑惑                                  | 疑惑                        | テレビ朝日 | 米倉涼子 黒木華 津川雅彦         | テレビ朝日開局60周年記念番組 「日曜プライム」枠                                               |
| 2019   | 砂の器                                | 砂の器                      | フジテレビ | 東山紀之 中島健人 柄本明         | フジテレビ開局60周年ドラマ                                                                    |

## 2020年代
| 放映年 | ドラマタイトル       | 原作       | 放送局                    | 主な出演俳優                 | その他備考               |
| 2020   | 黒い画集～証言～     | 証言       | NHK BSプレミアム          | 谷原章介 西田尚美 浅香航大   |                          |
| 2021   | 黒革の手帖～拐帯行～ | 拐帯行     | テレビ朝日                | 武井咲 渡部篤郎 毎熊克哉     |                          |
| 2022   | 混声の森             | 混声の森   | NHK BS4K                  | 沢村一樹 船越英一郎 夏川結衣 | 2日連続放送              |
| 2022   | 眼の壁               | 眼の壁     | WOWOW                     | 小泉孝太郎 泉里香 上地雄輔   | 全5回 「連続ドラマW」枠  |
| 2024   | 顔                   | 顔         | テレビ朝日                | 後藤久美子 武井咲 上川隆也   | テレビ朝日開局65周年記念 |
| 2024   | ガラスの城           | ガラスの城 | テレビ朝日                | 波瑠 木村佳乃 満島真之介     | テレビ朝日開局65周年記念 |
| 2025   | 天城越え             | 天城越え   | NHK BSP4K NHK BS NHK BS8K | 生田絵梨花 岸谷五朗 萩原聖人 | 特集ドラマ               |

## その他
- ニュードキュメンタリードラマ昭和 松本清張事件にせまる（1984年、全25回）･･･『昭和史発掘』など清張の現代史系作品と共通するトピックを取り上げたドキュメンタリードラマ。
- 告発〜国選弁護人（2011年、全8回）･･･2009年放送「疑惑」の設定をベースにしたオリジナル脚本の連続ドラマ。
- NHKスペシャル 未解決事件 File.09「松本清張と帝銀事件」（2022年、全2回）･･･第1部で『松本清張と「小説 帝銀事件」』と題する実録ドラマが放送された。

## 関連トピック
- 1957年にNHKで放映された『地方紙を買う女』（出演は大森義夫・藤野節子・千秋みつるなど）が、確認できるものとしては最初の清張原作ドラマとみられる。
- 年間の放送回数は1962年が最多とみられ、NHKの「黒の組曲」シリーズを中心に、この年だけで少なくとも46作品、100回の新作ドラマが放送されている。
- 関東地区における最高視聴率は、『山峡の章』（1981年放送）と『指』（1982年放送）で記録しており、28.0%であった（ビデオリサーチ調べ、ただし記録が残っているものに限る）。
- テレビ朝日の「家政婦は見た!」シリーズ第1作（1983年7月）は、清張の『熱い空気』を原作としている。この時の視聴率は27.7%を記録した（ビデオリサーチ調べ、関東地区）。
- 1989年、大韓民国で「松本清張原作」を明示の上、以下のテレビドラマが放送された。放送局は文化放送 (MBC)、同局の「サスペンス劇場」枠で放送され、いずれも後にDVD化された[1]。
  - 안개의 깃발（「霧の旗」、1989年4月16日放送）
  - 그 얼굴（「あの顔」、原作『顔』、1989年5月14日放送）
  - 그때 그 사람（「あの時 あの人」、原作『捜査圏外の条件』、1989年5月28日放送）
- 1991年、清張の作家活動40周年記念として、日本テレビ・TBS・フジテレビ・テレビ朝日の民放4局が、『西郷札』から『迷走地図』に至るまでの12作品をドラマ化し、4月から1年間、毎月1本を全国ネットで放送した。1人の作家のシリーズとして前例のない企画であった。